# ニトロセルロース
ニトロセルロース（英: nitrocellulose）は、硝酸繊維素、硝化綿ともいい、セルロースを硝酸と硫酸との混酸で処理して得られるセルロースの硝酸エステルである。白色または淡黄色の綿状物質で、着火すると激しく燃焼する。

## 概要
セルロースを構成するグルコース1単位分子あたり3か所で硝酸エステル化することが可能だが、さまざまな程度に硝化されたものが得られ、窒素の含有量で区別する。綿状であるため、日本では窒素量が13%以上のものを強綿薬、10%未満のものを脆綿薬、その中間を弱綿薬と称する。
ニトロセルロースはフィルム強度が高く溶媒の速乾性に優れており、また、可塑剤、樹脂、顔料などの添加で改質することができる。樟脳と混合してつくられたセルロイドは世界初の熱可塑性合成樹脂である。フィルムやセルロイドは広範に使用されたが、可燃性と経時劣化が指摘されたため、現在ではこれらの用途にはより難燃性の合成樹脂が使用されるようになった。

## 用途
主な用途はラッカー塗料や火薬、接着剤（ニトロセルロース系接着剤）である。かつてはロケットエンジンの推進剤などにも使用された。手品で紙を一瞬で燃やす場合、紙状や綿状のニトロセルロースを使用する。紙状の物はフラッシュペーパー、綿状の物はフラッシュコットンと呼ばれる。燃やしても灰が出ない特性を活かしている。

### 火薬
ニトロセルロースを主成分として各種の添加剤を加えて造粒した火薬は黒色火薬に替わる小火器、火砲の発射薬として使用されている。発射にあたって大量の白煙を上げる黒色火薬に比して無煙火薬と呼ばれる。また開発者の一人であるフレデリック・エイベルによる「コルダイト」の名称でも知られる。このうち主にニトロセルロースのみを使用した火薬をシングルベース火薬と呼ぶ。現在のほとんどの拳銃やアサルトライフルが弾薬としてシングルベース火薬を使用している。燃焼の調整を目的としてニトロセルロースにニトログリセリンを加えたものをダブルベース火薬、さらにニトログアニジンを加えた物をトリプルベース火薬と呼ぶ。こちらは主に大口径火砲の装薬として使用されている。

### ナイトレートフィルム
1887年5月2日にハンニバル・グッドウィンが、ニトロセルロースを使用した映像用フィルムの製造方法の特許を申請後、ナイトレートフィルムと呼ばれる映像用フィルムに使用されていた。しかし、このフィルムは自然発火し、度重なる火災、多くの犠牲者、歴史的な映画フィルムの焼失が幾度も発生した（例：1937年フォックス保管庫火災など）。そのためX線写真用フィルムは1930年代から、映画用フィルムは1948年から安全フィルムに置き換わった。ナイトレートフィルムを上映するには防火設備などが求められるため、上映できる劇場はジョージ・イーストマン博物館やエジプシャン・シアターなど数少ない。
ニトロセルロースの性質上の問題もあって、一般にナイトレートフィルムの現存数は少なく、貴重な文化遺産となっており、厳重な管理が求められる。ナイトレートフィルムは物質の性質上、火に非常に弱いこと以外にも、長期保管中に焼失せずとも厳重な管理がなされていない場合劣化もしやすく、FIAF（国際フィルム・アーカイブ連盟）ではナイトレートフィルムの劣化を以下の5段階で示している。
- 第1段階 - フィルムの画像が薄れていく。乳剤が茶系に変色する。微かな異臭。
- 第2段階 - 乳剤面がべとべとになる。微かな異臭。
- 第3段階 - 乳剤面の溶解、ガスの発生を伴う気泡が出る。異臭が激しくなる。映画としての複製・復元が不可能になる。
- 第4段階 - フィルムが固い塊になる。強烈な異臭。
- 第5段階 - フィルムが茶系色の粉末になる。

## 歴史
- 1832年 - フランスのアンリ・ブラコノーが澱粉や綿などを濃硝酸に入れて暖めて溶解させ、水洗いすると強燃性の白い粉末が出来ることを発見し、これをキシロイジンと命名した。
- 1838年 - フランスのテオフィル＝ジュール・ペルーズが木綿、亜麻、紙などを濃硝酸で処理して可燃物質を作り、これをパイロキシリンと呼んだ。
- 1845年 - スイスでクリスチアン・シェーンバインが硝酸と硫酸の混酸で木綿を処理して高硝化度のニトロセルロースを作り、火薬としての応用法を発見した。
- 1886年 - 最初の実用火薬としてポール・ヴィエイユがB火薬として実用化する。
- 1889年 - より安定したコルダイトがフレデリック・エイベルとジェイムズ・デュワーによって発明される

## 製造法
工業的にはセルロースを硝酸と硫酸の混酸で硝化する方法で製造される。
{\displaystyle {\ce {{3HNO3}+ C6H10O5 ->[H_2SO_4] {C6H7(NO2)3O5}+ 3 H2O}}}
硝化
硝化装置には主に三種類の方式があるが、現在ではデュポン式のみになっている。
- トムソン式（置換式）
- セルウィヒ・ランゲ式（旋回式）
- デュポン式（攪拌式）

精製
硝化反応が終わったら、大量の水で煮洗を10回、流水洗を5回くり返し、念入りに酸を取り除く。この工程で繊維の裁断も同時に行う。一般に、洗うのに60時間、裁断に5時間を要する。洗浄が終わったらふるいにかけたり磁石で金属を取り除いたりして不純物を除去する。最後に脱水機にかけて水分を取り除く。
加工
膠化剤としてニトログリセリンなどを加え、自然分解しないように安定化剤などを加え、アセトンなどの溶剤に溶いて目的の形へ加工する。

## 事故
過去に何度も製造過程の不具合による自然発火事故が起きている。自然発火事故は特に危険であり、火薬の分量がまとまっているほど事故の危険度は高くなるが、技術水準の低かった戦前の日本では重火砲の装薬が自然発火して自爆する事故が相次いだ。海外でもB火薬の時代には事故が相次いでいた。
また、製造技術が低いと早く劣化する火薬ができてしまい、不発弾薬が続出する原因になる。特に以下のような欠陥の有る火薬は自然発火を起こすか、不発になるかの二者択一になると言われるほど危険である。
- 製造過程で酸が適切に洗い流されていない。
- 繊維の裁断が均質に行われず、繊維の塊ができる。
- 硝化度が不均一で窒素量が一定していない。
- 不純物が混入している、特に金属粉末は極めて危険である。

保管においては、摩擦を防ぐためアルコールなどで湿潤させる必要がある。1964年には東京で、ニトロセルロースの湿潤が不完全と推定される火災が発生し、消防士19人が殉職する爆発事故が発生している（品川勝島倉庫爆発火災）。